# Parascleropilio fernandezi
Genre
Espèce
Parascleropilio fernandezi, unique représentant du genre Parascleropilio, est une espèce d'opilions eupnois de la famille des Phalangiidae.

## Distribution
Cette espèce est endémique des îles Canaries. Elle se rencontre sur Tenerife et La Gomera.

## Description
Le mâle holotype mesure 3 mm.

## Étymologie
Cette espèce est nommée en l'honneur de José María Fernández Palacios.

## Publication originale
- Rambla, 1975 : « Un nuevo género de Phalangiinae de las Islas Canarias (Arachnida, Opiliones, Phalangiidae). » Vieraea, vol. 5, p. 107–119 (texte intégral).